# 黒岩守
黒岩守（くろいわ まもる、1962年12月16日 - ）は、昭和時代に活躍した日本のボクサー。ロサンゼルスオリンピック、ソウルオリンピックに日本代表として出場した。現役時代はアシックス所属。2007年に退社した後、地元で営業マンの傍らアマチュアボクシングのA級審判員として活動している。
出身地は群馬県前橋市。出身校は群馬県立伊勢崎工業高等学校、日本大学（同級生に赤城武幸）。
同じくロス五輪代表で後にプロデビューした平仲明信・東悟は大学の1年後輩に当たる。

## 戦績
- 1983年、全日本ライトフライ級チャンピオン（準決勝で専修大学1年の大橋秀行に勝利。1984年まで連覇）
- 1984年、ロサンゼルスオリンピック出場。8位入賞。
- 1986年、全日本ライトフライ級チャンピオンに復帰（1987年は初戦で地元代表枠の立命館大学1年八尋史朗にフルマークの完勝。1988年まで3連覇）
- 1988年、ソウルオリンピックボクシングライトフライ級に出場。準々決勝に進出する健闘をみせた。
- 1991年、石川国体を最後に引退[2]。